# Kaiserreich Brasilien
Das Kaiserreich Brasilien (portugiesisch Império do Brasil) war ein Staat im Osten Südamerikas und bestand von 1822 bis 1889 auf dem Gebiet der heutigen Republiken Brasilien und zunächst auch Uruguay, das bereits 1828 seine Unabhängigkeit von Brasilien erlangte. Die beiden Kaiser Peter I. und Peter II. entstammten dem Haus Braganza. Das Kaiserreich entstand aus dem Vereinigten Königreich von Portugal, Brasilien und den Algarven. Die Monarchie wurde nach dem Putsch vom 15. November 1889 beseitigt und die erste brasilianische Republik gegründet.
Für die Zeit der portugiesischen Könige in Brasilien (1808–1821) ist die Bezeichnung Königreich Brasilien (Reino do Brasil) üblich, die Regierungszeit von Peter I. (1822–1831) wird als Erstes Brasilianisches Kaiserreich (Primeiro Império do Brasil) bezeichnet und diejenige von Peter II. als Zweites Brasilianisches Kaiserreich (Segundo Império do Brasil).
Im Gegensatz zu den meisten benachbarten hispanoamerikanischen Republiken besaß Brasilien nach der Unabhängigkeit politische Stabilität, ein dynamisches Wirtschaftswachstum, verfassungsmäßig garantierte Redefreiheit und die Achtung der Bürgerrechte seiner Untertanen, allerdings mit rechtlichen Einschränkungen für Frauen und Sklaven. Das Zweikammerparlament des Reiches wurde für die Zeit, wie auch die Provinz- und Lokalparlamente, unter vergleichsweise demokratischen Methoden gewählt.

## Vorgeschichte

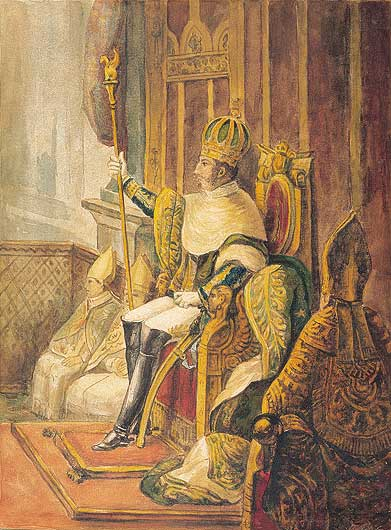
Krönung von Kaiser Peter I. 1822

Auf der Flucht vor den Truppen Napoleons ließ sich der portugiesische Königshof unter Johann VI. 1808 in Rio de Janeiro nieder, und am 16. Dezember 1815 wurde Brasilien zum Königreich erhoben. Nach dem Sturz Napoleons kehrte Johann VI. 1821 nach Lissabon zurück und überließ seinem Sohn Peter I. die Regierung Brasiliens. Im selben Jahr gründete Johann VI. das Vereinigte Königreich von Portugal, Brasilien und der Algarve, in dem die drei Gebietsteile gleichberechtigte Titularkönigreiche waren.
Am 7. September 1822 erklärte Peter I. nahe São Paulo die Unabhängigkeit Brasiliens von Portugal und wurde am 12. Oktober zum Kaiser ernannt sowie am 1. Dezember gekrönt. Die Unabhängigkeitserklärung führte zum Konflikt mit den gegenüber Portugal treuen Soldaten, was zu einem Unabhängigkeitskrieg führte, der bis 1824 andauerte. 1823 erkannten die Vereinigten Staaten, 1824 das Vereinigte Königreich und im August 1825 nach dem Vertrag von Rio de Janeiro 1825 schließlich Portugal die Unabhängigkeit Brasiliens an. Dem portugiesischen König wurde nach dem Friedensvertrag zumindest formal der Titel eines „Kaisers von Brasilien“ auf Lebenszeit verliehen, was ihn zum Mit-Staatsoberhaupt des Landes machte. De facto lag aber die komplette Macht in den Händen von Peter I., der aber seinerseits weiterhin Kronprinz Portugals blieb. Brasilien erhielt am 25. März 1824 eine liberale Verfassung, die Brasilianische Verfassung von 1824, und wurde zu einer konstitutionellen Monarchie.

## Entwicklung
Bereits Ende 1825 begann in der Provinz Cisplatina eine sezessionistische Rebellion unter Juan Antonio Lavalleja, die von Argentinien unterstützt wurde. Nachdem die Rebellen den Anschluss an Argentinien erklärt hatten, antwortete Brasilien mit der Kriegserklärung an Argentinien. Nach der Zurückdrängung der Brasilianer wurde unter Vermittlung der Briten 1828 der Vertrag von Rio de Janeiro 1828 unterzeichnet, in dem der Republik Uruguay die Unabhängigkeit gewährt wurde.
Im März 1826 starb in Lissabon Johann VI. und Peter I. von Brasilien wurde als Peter IV. König von Portugal. Da er jedoch nicht beide Staaten gleichzeitig regieren konnte, trat er bereits wenige Monate später zugunsten von Maria II. als König von Portugal zurück.

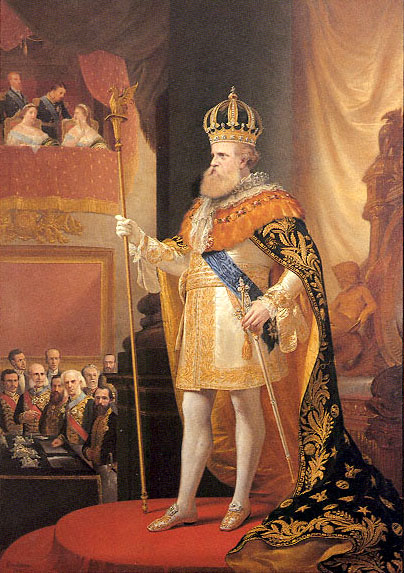
Peter II. im Krönungsornat bei der Thronrede 1872

Am 7. April 1831 musste Peter I. auf Druck des Parlamentes zurücktreten und Peter II. wurde zu seinem Nachfolger erklärt. Da dieser mit fünf Jahren noch nicht regierungsfähig war, übernahm ein vom Parlament eingesetzter Regentenrat die Amtsgeschäfte. Am 23. Juli 1840 wurde er im Alter von 14 Jahren vorzeitig für volljährig erklärt und 1841 schließlich zum Kaiser gekrönt.

## Innenpolitik
Unter Peter II. begann der wirtschaftliche Aufstieg Brasiliens, bedingt durch die Einwanderung aus Europa und die dadurch beginnende Industrialisierung des Landes. Brasilien wurde zur führenden Exportnation von Naturkautschuk und wichtiger Lieferant von Rindfleisch, Edelhölzern, Kaffee und Zucker. Von dieser Entwicklung profitierte hauptsächlich der Süden des Landes um Rio de Janeiro und São Paulo, während der Norden des Landes verarmte, was zu inneren Spannungen führte. So wurden kleinere Aufstände von muslimischen Sklaven in Maranhão und Bahia unterdrückt.
Neben dem wirtschaftlichen Ausgleich der Landesteile stellte die Sklaverei eine innenpolitische Herausforderung dar, so wurde bereits 1853 die „Einfuhr“ afrikanischer Sklaven geächtet. Darauf folgte die beginnende Gleichstellung der Sklaven. 1871 errangen die Abolitionisten mit einem Parlamentsbeschluss die Verabschiedung des Lei do Ventre Livre, nach dem alle von Sklavinnen geborenen Kinder frei waren, einen ersten Sieg. 1885 folgte die Freiheit für alle Sklaven, die älter als 60 Jahre waren, durch das Lei dos Sexagenários und 1888 folgte schließlich durch das Lei Áurea die endgültige Abschaffung der Sklaverei.

## Außenpolitik
Außenpolitisch wandte sich Peter II. gegen den argentinischen Diktator Juan Manuel de Rosas und unterstützte dessen Gegner Justo José de Urquiza, was 1852 zum Sturz des Diktators führte. Ab 1863 unterstützte Brasilien im uruguayischen Bürgerkrieg den Aufstand von Venancio Flores gegen den Diktator Francisco Solano López in Paraguay. Brasilien beteiligte sich am 1864 ausgebrochenen Tripel-Allianz-Krieg von Argentinien und Uruguay gegen Paraguay und bekam nach dem Sieg Gebietsteile zugesprochen, die zum heutigen Bundesstaat Mato Grosso do Sul gehören.

## Ende der Monarchie und Beginn der Republik

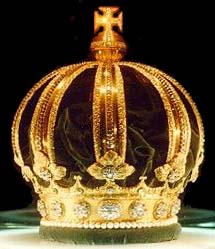
Die brasilianische Kaiserkrone im Museu Imperial, dem ehemaligen Kaiserpalast

Zeitgleich mit der Bekämpfung der Sklaverei begann die republikanische Bewegung, die mit der zunehmenden Emanzipation der Sklaven mehr Zulauf bekam. Mit der Abschaffung der Sklaverei verlor die kaiserliche Führung ihren letzten Rückhalt bei den Großgrundbesitzern. Neben den Bauern erhielt die republikanische Bewegung Unterstützung von Intellektuellen und Nationalisten, die die Monarchie als Repräsentant der ehemaligen Kolonialmacht Portugal ansahen.
Auch innerhalb der Armee bekamen die Republikaner Zulauf, wo Benjamin Constant Botelho de Magalhães gemeinsam mit Manuel Deodoro da Fonseca den Militärputsch vorbereitete. Fonseca war zwar anfangs nur für den Aufruhr gegen das Ministerium von Premier Afonso Celso de Assis Figueiredo, Visconde de Ouro Preto, wurde aber am Abend des 15. November 1889 von dem Putsch gegen die Monarchie überzeugt. So wurde Kaiser Peter II. vom Militär gestürzt, und die kaiserliche Familie musste das Land verlassen. Manuel Deodoro da Fonseca rief die Republik der Vereinigten Staaten von Brasilien (República dos Estados Unidos do Brasil) aus und eine neue Verfassung trat in Kraft. Peter II. starb am 5. Dezember 1891 im Exil in Paris. Die Thronansprüche gingen über seine älteste Tochter, Kronprinzessin Isabella von Brasilien (1846–1921), auf das Haus Orléans-Braganza über.
Obwohl das erste Dekret nach Ausrufung der Republik 1889 eine Volksabstimmung über Republik oder Monarchie versprach, wurde diese erst rund 100 Jahre später durchgeführt. Erst am 21. April 1993 wurde ein Referendum zur Staatsform Brasiliens abgehalten, in dem lediglich rund 12 Prozent für die Monarchie stimmten. Schon Peter II. hatte, obwohl immer noch beliebt – schon zu Lebzeiten klargestellt, eine Restauration der Monarchie nicht unterstützen zu wollen.